# Can Pedrals
Can Pedrals es un edificio situado en Granollers (Barcelona) protegido como Bien Cultural de Interés Local. Hasta poco después de la Guerra Civil fue un edificio residencial. Consta de tres fachadas, la principal de las cuales da el número 6 de la calle de Espí y Grau, antiguamente calle de San Francisco. Hace esquina con la plaza de Josep Maluquer y Salvador, anteriormente plaza del Ganado, donde está la fachada norte. La fachada sur da al callejón de Jaume Campo y Lloreda y está construida sobre la muralla medieval.

## Historia

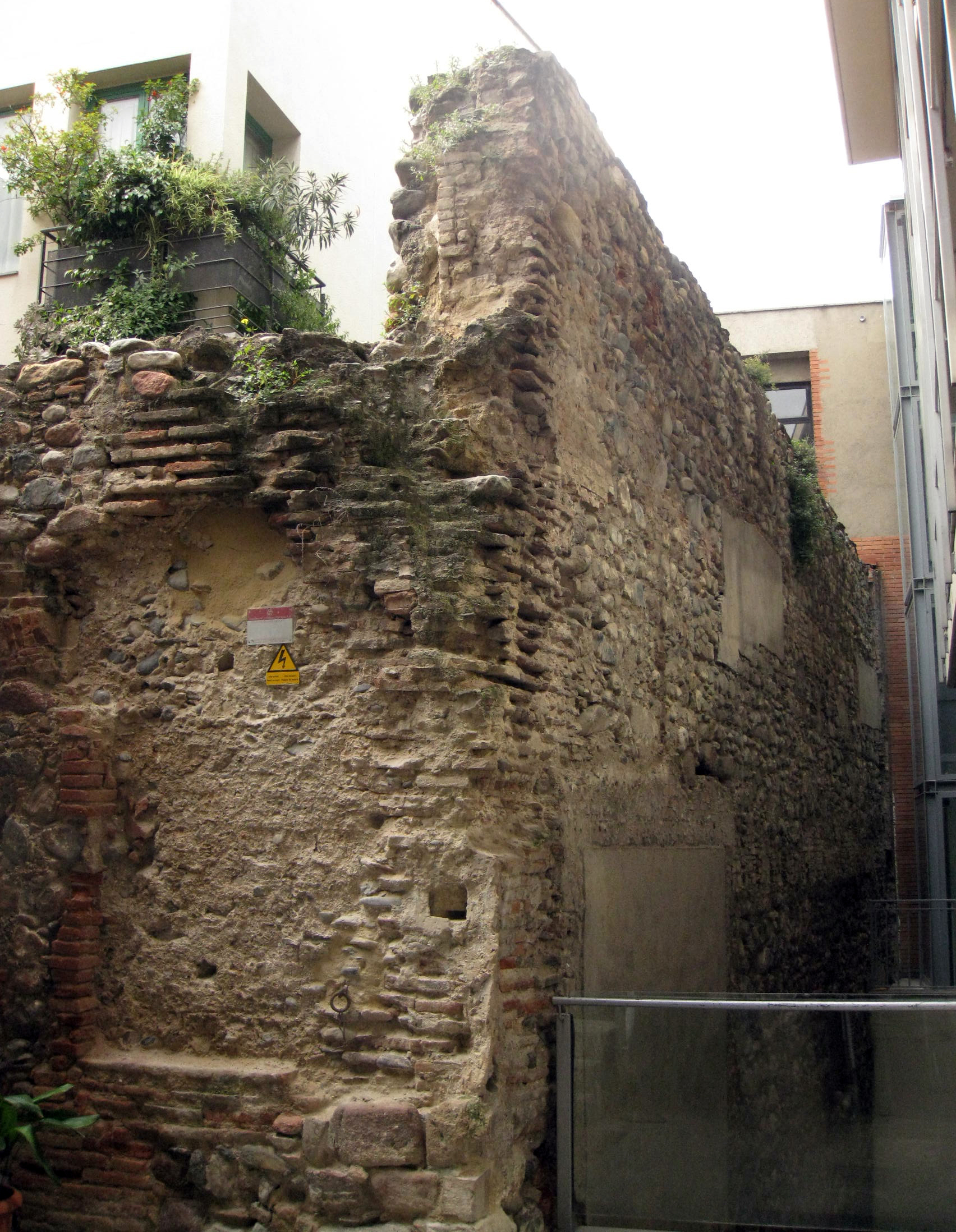
Fragmento de la muralla en el patio de Can Pedrals

Fue construida extramuros en el siglo XVII y desde entonces ha sufrido diversas ampliaciones. En 1841 fue comprada por Domingo Santamaría para su hija Dominga Santamaría, que a su vez se la legó a su hija, Isabel Marsá. Esta se casó con Francisco de Asís Pedrals, apellido del que tomó su nombre esta casa. En 1965 pasó a formar parte del patrimonio de la Mutua del Carmen de Granollers.
En 1988 el Ayuntamiento de Granollers llevó a cabo estudios arqueológicos y en 1990 comenzaron las excavaciones, ya que estaban interesados en convertir el edificio en biblioteca pública. En 1990 se aprobó el proyecto para crear una biblioteca en su interior y el 6 de mayo de 1995 se inauguró oficialmente con el nombre de Biblioteca Can Pedrals.